# Erna Schlüter
Erna Schlüter ( 5 de febrero de 1904, Oldenburg - 1 de diciembre de 1969, Hamburgo) fue una soprano dramática alemana, conocida intérprete de óperas de Richard Strauss, especialmente Elektra, y Richard Wagner como Isolda, Kundry y Brunilda.

## Carrera
Alumna de Cilla Tolli, Erna Schlüter debutó en 1922 como contralto en Mozart y Verdi, cantó luego Orfeo en 1925, siempre en Oldenburg. En 1925 en Mannheim canto Dalila de Camille Saint-Saëns, Santuzza en Cavalleria rusticana de Pietro Mascagni y Der Rosenkavalier de Richard Strauss. Más tarde incorporó a su repertorio Ortrud en Lohengrin, Erda y Fricka en Das Rheingold. En 1930, cantó a los 26 años, Brünnhilde en Siegfried de Richard Wagner.
Entre 1930 y 1940 perteneció al ensemble de la ópera de Düsseldorf donde cantó Tosca de Giacomo Puccini, Leonora de Giuseppe Verdi, Donna Anna en Don Giovanni de Wolfgang Amadeus Mozart e Isolde en Tristan und Isolde, Kundry, Venus y Lady Macbeth. En 1934 fue dirigida y preparada por Richard Strauss para Ariadne auf Naxos.
En 1936 cantó en Frankfurt las tres Brünnhilden de la Tetralogia El anillo del nibelungo, y en 1939 en Anillo completo en Barcelona. Wilhelm Furtwängler la dirige en concierto en 1936, eligiéndola como su primera Isolda.
Desde 1940 hasta el fin de su carrera en 1956 cantó en el elenco de la Opera del Estado de Hamburgo; debutando como Fidelio“ en 1941 en el Maggio Musicale Fiorentino y en Tristan und Isolde en La Scala y en 1943 Misa de Requiem de Verdi dirigida por Hans Knappertsbusch.
Debutó en 1947 en el Metropolitan Opera como Isolde y la Mariscala, las críticas fueron adversas, su voz no estaba en forma y nunca regresó a América. Ese año en Londres cantó Elektra de Richard Strauss con Thomas Beecham siendo felicitada por el compositor que había sido invitado a Londres para la ocasión e Isolda en Berlín con Furtwängler. Regresó a Londres en 1953 para la coronación de Isabel II, cantó Elektra dirigida por Erich Kleiber y como anécdota, en el elenco la joven Joan Sutherland cantaba una de las criadas.
En Hamburgo, fue la primera Ellen Orford en Peter Grimes de Benjamin Britten y en 1953, en Jenufa de Leoš Janáček. Muy enferma se retiró en 1956, dedicándose a la enseñanza.

## Discografía[2]
- Ludwig van Beethoven: Fidelio - Wilhelm Furtwängler - 1948, Salzburger Festspiele

- Halévy: La Juive - Kurt Schröder - 1951, Frankfurt

- Richard Strauss: Elektra - Eugen Jochum- 1944, Hamburg

- Richard Strauss: Elektra - Sir Thomas Beecham - 1947, London

- Richard Strauss: Die Frau ohne Schatten - Winfried Zillig- 1950, Frankfurt

- Richard Wagner: Rienzi- Winfried Zillig - 1950, Frankfurt

- Richard Wagner: Tristan und Isolde (II-III) - Wilhelm Furtwängler - 1947, Berlín (Admiralspalast)

- Richard Wagner: Die Walküre - Winfried Zillig - 1948, Frankfurt